# Euonthophagus laghmanicus
Euonthophagus laghmanicus är en skalbaggsart som beskrevs av Kabakov 1977. Euonthophagus laghmanicus ingår i släktet Euonthophagus och familjen bladhorningar. Inga underarter finns listade i Catalogue of Life.